# Corbitella elegans
Espèce
Synonymes
- Eudictyon elegans Marshall, 1875
- Eudictyum elegans Marshall, 1875

Corbitella elegans est une espèce d'éponges, de la famille des Euplectellidae et de l'ordre des Lyssacinosida (éponges de verre). On la trouve dans la mer de Banda qui borde le sud de l'archipel des Moluques en Indonésie.